# Buckleya distichophylla
Buckleya distichophylla, comummente chamado arbusto pirata, é uma planta pertencente à família Santalaceae, nativa do sul dos Estados Unidos. É uma planta rara, encontrada apenas em áreas montanhosas da Carolina do Norte, Tennessee e Virgínia.
A planta foi inicialmente descoberta e descrita como um membro do género Borya na família da oliveira por Thomas Nuttall em 1818 ao longo do rio French Broad, nas proximidades da Paint Rock, no oeste da Carolina do Norte. A planta foi redescoberta em 1843 por Samuel Buckley com John Torrey classificando a planta como Buckleya distichophylla.